# German Ignatov
German Vladimirovič Ignatov (in russo Герман Владимирович Игнатов?; Rostov sul Don, 11 agosto 2005) è un calciatore russo, difensore del Rostov.

## Caratteristiche tecniche
È un difensore centrale, che all'occorrenza può essere utilizzato da terzino sinistro.

## Carriera

### Club
Cresciuto nel settore giovanile del Rostov, esordisce in prima squadra nel 2023, in occasione dell'incontro di Coppa di Russia contro il Rubin, realizzando anche il gol del momentaneo 1-0.

### Nazionale
Vanta 2 presenze con le nazionali giovanili russe.